# Hulu Sungai Utara
Hulu Sungai Utara (indonez. Kabupaten Hulu Sungai Utara) – kabupaten w indonezyjskim Borneo Południowym. Jego ośrodkiem administracyjnym jest Amuntai.
Hulu Sungai Utara leży w północno-zachodniej części prowincji. W jego środkowej części leży jezioro Danau Bitin.
W 2010 roku kabupaten ten zamieszkiwało 209 246 osób, z czego 57 897 stanowiła ludność miejska, a 151 349 ludność wiejska. Mężczyzn było 102 351, a kobiet 106 895. Średni wiek wynosił 25,88 lat.
Kabupaten ten dzieli się na 10 kecamatanów:
- Amuntai Selatan
- Amuntai Tengah
- Amuntai Utara
- Babirik
- Banjang
- Danau Panggang
- Haur Gading
- Paminggir
- Sungai Pandan
- Sungai Tabukan